# Filippo Tommaso Marinetti

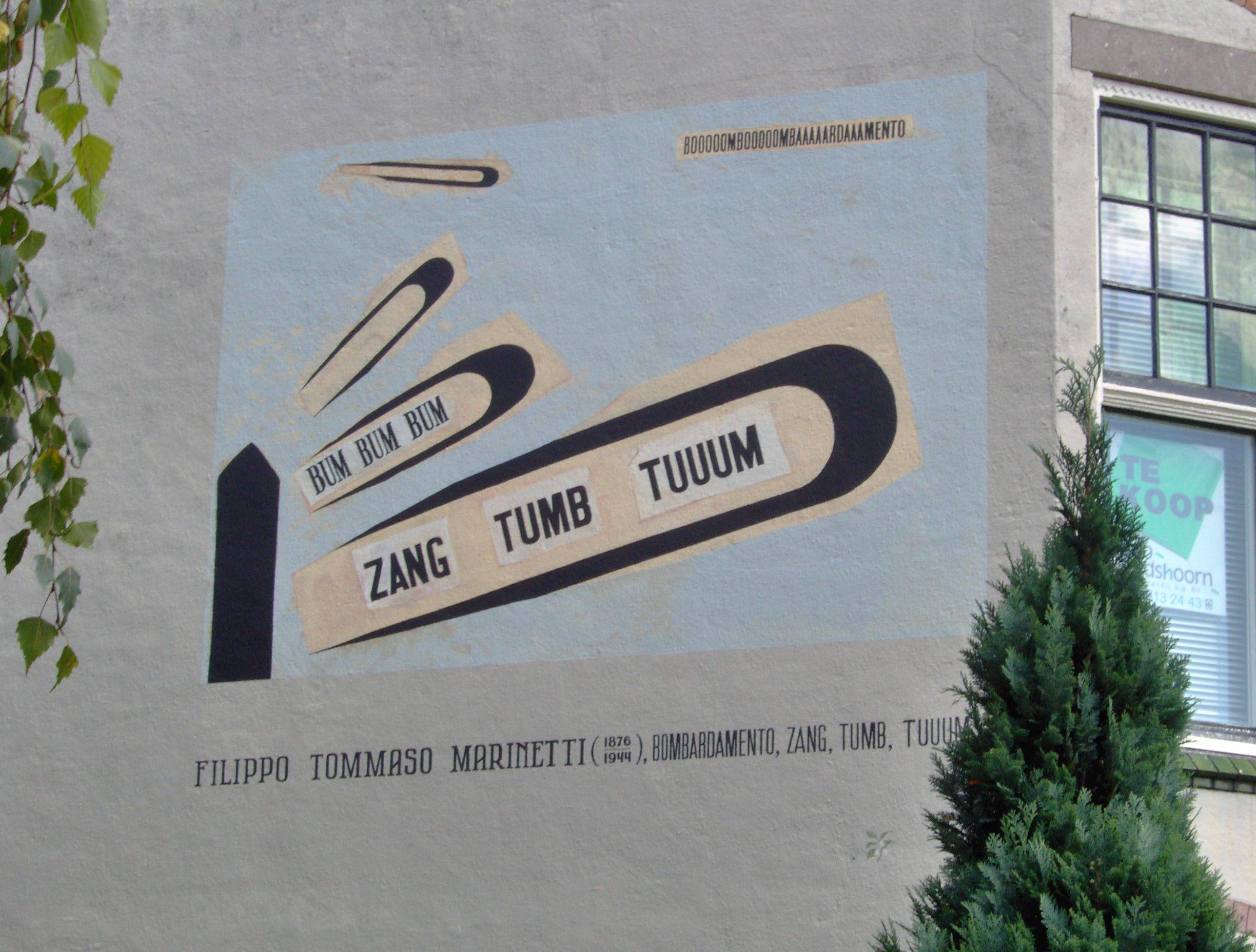
Marinettis Bombardamento som väggdikt på Hoge Rijndijk 8 i den holländska staden Leiden.

Filippo Tommaso Marinetti, egentligen Emilio Angelo Carlo Marinetti, född 22 december 1876 i den egyptiska hamnstaden Alexandria, död 2 december 1944 i italienska Bellagio, var en italiensk författare och grundare av futurismen.

## Biografi
Marinetti publicerade år 1909 det första futuristiska manifestet. Sedan italienska bildkonstnärer och musiker försökt omsätta idéerna i praktiken och utifrån detta författat egna rent tekniska manifest, skrev Marinetti 1912 ett mer ingående Tekniskt manifest för den futuristiska litteraturen, följt av ett Supplement. Längre fram, under och efter första världskriget medverkade han även till att utveckla futuristiska idéer kring såväl film som teater.
Marinetti blev senare medlem av Nationella fascistpartiet och stödde Benito Mussolinis anfallskrig i Afrika och var lojal mot fascismen även efter att Italien hade bytt sida i kriget 1943. Han avled i en motorcykelolycka innan krigsslutet.